# Let It Roll
Let It Roll— en español: Déjalo Pasar " es una canción de la banda de space rock UFO.Fue escrita por Phil Mogg Para su legendario album Force It, siendo esta su primera pista de este álbum.

## Origen
La canción si bien no tiene un significado en si,la letra según sus creador hace referencia  al sexo,principalmente el oral,la letra habla de un chico que encuentra a una chica en la carretera y se la lleva a su casa para tener relaciones.

Como era de esperarse la canción fue muy polémica por su letra, pero eso no le impido al grupo tener éxito, siendo actualmente uno de sus mejores sencillos.